# Statistika rodinných účtů
Statistika rodinných účtů (SRÚ) sleduje hospodaření domácností, zjišťuje informace o výši jejich vydání i o výši a struktuře jejich spotřeby. Toto šetření je v podstatě jediným zdrojem informací o vydáních domácností ve vazbě na jejich příjmy. Využití výsledků SRÚ je široké a stejně jako Šetření o životních podmínkách (EU-SILC) slouží jako podklad a zdroj informací pro sociální politiku státu. Zároveň je nezastupitelným zdrojem informací pro instituce, jejichž náplní je sociální a ekonomický výzkum. Výsledky SRU využívají i jiné statistiky Českého statistického úřadu, např. pro cenovou statistiku pramenem informací pro sestavení spotřebního koše při pravidelných revizích indexu spotřebitelských cen. 
Šetření je prováděno u souboru cca 3 000 domácností vybraných záměrným kvótním výběrem, což do jisté míry limituje možnosti zobecňování údajů. Složení zpravodajského souboru SRÚ se operativně mění tak, aby aktuálně postihovalo změnu základních atributů domácností (jejich složení, ekonomickou aktivitu, úroveň příjmů apod.).  
Údaje SRÚ se zjišťují metodou průběžných záznamů tak, že vybraná domácnost denně zapisuje veškeré peněžní i naturální příjmy a výdaje za všechny členy domácnosti do „Deníku zpravodajské domácnosti“. S ohledem na snahu snížit zátěž respondentů, vede každá domácnost podrobné zápisy vydání za potraviny a nealkoholické nápoje pouze dva měsíce v roce, v ostatních měsících sděluje pouze celkovou sumu těchto vydání. 
Jednotlivé výdajové položky jsou od roku 1999 členěny podle Klasifikace individuální spotřeby podle účelu, která byla vytvořena v rámci transformace klasifikační soustavy jako česká verze mezinárodního standardu COICOP (Classification of Individual Consumption by Purpose).